# Benoît de Sainte-Maure
Pour les articles homonymes, voir Benoît.
Benoît de Sainte-Maure (souvent orthographié de Sainte-More) est un poète normand ou tourangeau du XIIe siècle.

## Œuvres

### Roman de Troie
Le Roman de Troie (1160-1170) est composé en vers octosyllabes à rimes plates. Ce roman est la principale œuvre en langue romane traitant de la guerre de Troie au Moyen Âge. L'auteur se propose de mettre en romanz les courts récits latins de la prise de Troie de Darès de Phrygie et de Dictys de Crète, tout en récusant la source homérique, accusée de mensonge. On a longtemps tenu pour acquis que l'œuvre avait été dédiée à Aliénor d'Aquitaine et commandité par elle à cause de l'hommage rendu par l'auteur à une riche dame de riche rei. Or ce patronage est remis en question : la formule est vague et peut autant faire allusion à la Vierge qu'à Aliénor ou à toute autre reine susceptible de vouloir commanditer et rémunérer l'auteur. Ce poème a été publié, avec une Étude, par Aristide Joly (in-4, 1870) et en  1904-1912 par Léopold Constans (lire en ligne sur Gallica). Partant de l'hypothèse que Benoît de Sainte-Maure était tourangeau, donc un sujet des Plantagenêts, Tamara F. O'Callaghan, professeur de littérature médiévale à l'Université du Kentucky, a toutefois suggéré que le sujet même, engagé au départ comme une diatribe contre les femmes infidèles – dont Briséida est le modèle – et les « putains royales », aurait été ensuite prudemment corrigé par l'auteur pour déboucher sur un portrait favorable d'Hélène de Troie destiné à apaiser l'éventuelle colère d'Aliénor avec qui le parallèle serait allé de soi.

### Chronique des ducs de Normandie
La Chronique des ducs de Normandie,,, ou Histoire des ducs de Normandie, est une chronique historique, en 44 544 vers octosyllabiques, à rimes plates. Relatant la vie des ducs de Normandie, elle s'interrompt en 1135, à la mort du duc Henri Ier Beauclerc, le plus jeune des fils de Guillaume le Conquérant.
La chronique nous est connue grâce à deux manuscrits,, : le plus ancien, dit de Tours, est daté de la fin du XIIe siècle et est conservé à la bibliothèque municipale de Tours ; le second, dit de Londres, est daté de la première moitié du XIIIe siècle et est conservé à la British Library.
L'identité de son auteur, prénommé Benoît, a été discutée entre Franz Settegast et Hermann Stock, identifiant Benoît à Benoît de Saint-Maure, et leur adversaire, Léopold Constans. Composée vers 1170 – 1180 (1175), elle aurait été commandée par le roi d’Angleterre Henri II. Elle se fonde sur plusieurs textes dont les Gesta Normannorum ducum de Guillaume de Jumièges et le Roman de Rou de Wace ainsi que des chroniqueurs tels que Guillaume de Poitiers et Dudon de Saint-Quentin. Il adopte de Dudon de Saint-Quentin la tripartition de la société féodale. Elle a été publiée par Francisque Michel (3 volumes, in-4, 1836-1844).